# Tsarporten
Tsarporten (norwegisch für Zarentor) ist ein natürlicher Tunnel auf der Peter-I.-Insel in der Antarktis. An der Lazarew-Küste liegt er auf der Nordseite des Kap Ingrid.
Wissenschaftler des Norwegischen Polarinstituts benannten ihn 1987 nach dem russischen Zaren Peter I. (1672–1725), der auch Namensgeber der Insel ist.